# Небо (архитектура)

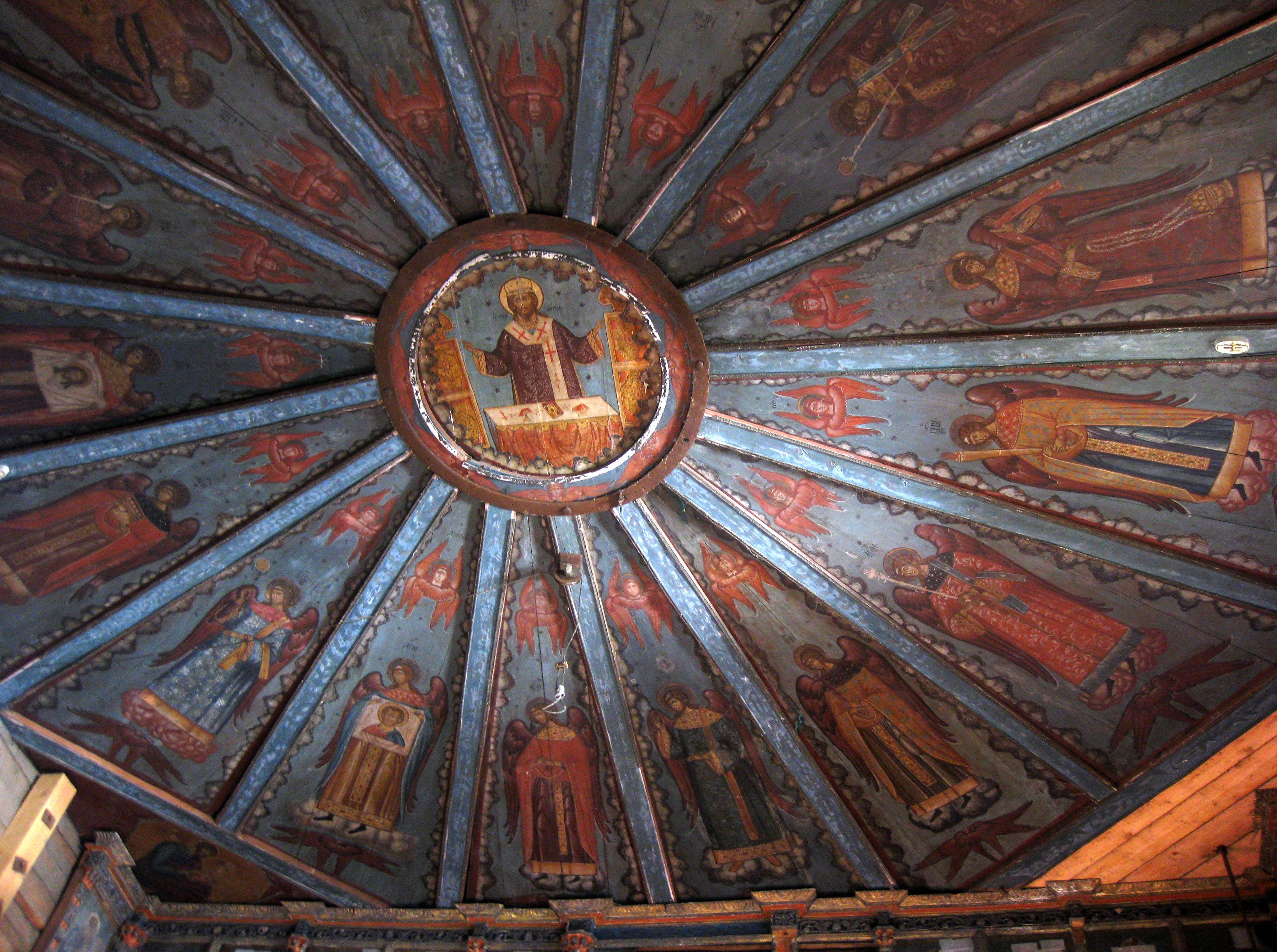
«Небесная литургия». Расписное небо церкви Успения Богородицы в Кондопоге (1774)

Не́бо (небеса́) — конструкция потолочного перекрытия в форме пологой усечённой пирамиды (реже — плоская) в деревянной архитектуре храмов Русского Севера. Обычно расписано, при этом в центральном кольце, как правило, изображён Христос, составные доски-сектора представляют собой иконы ангелов или святых.

## Конструкция неба
Небо — облегчённый тип потолочного перекрытия, позволяющий обходиться без промежуточных опор (столпов) даже при относительно большой площади храмового пространства. От центрального кольца радиально расходятся балки-тябла, упирающиеся в наружное кольцо аналогичных балок, примыкающих к стенам. Таким образом, создаётся каркас, удерживающий перекрытие благодаря распору балок. Каждая грань имеет форму трапеции. Центральное кольцо — круглое, очень редко — имеет прямоугольную форму (Успенская церковь села Нелазское Вологодской области). Количество граней потолка может быть разным: 8, 12, 14, 15, 16, 24, их количество обычно возрастает с увеличением площади свода. Единственный образец 24-гранного неба находился в Успенской церкви села Нелазское. Нередко имеются также угловые грани-паруса.
Конструкция неба позволяла сохранять тепло в северных храмах, и в то же время обеспечивала зрительно эффект более высокого, в сравнении с балочным, потолка. Показано, что в Ильинской церкви Саминского погоста в ходе реконструкции XVIII века балочный потолок был заменён на «небо».
Конструкция потолка «небом» встречается во всех архитектурных группах деревянных храмов Русского Севера (клетские, шатровые, кубоватые, ярусные, многоглавые, согласно классификации И. Э. Грабаря):
- Клетские храмы: Георгиевская церковь XVII века деревни Порженская, часовня Александра Невского XVIII века села Конёво, часовня Иоанна Богослова XVIII века деревни Зехнова.
- Шатровые храмы: Вознесенская церковь 1654 года деревни Пияла на реке Онеге, Успенская церковь 1674 года села Варзуга в Поморье, Ильинская церковь 1786 года деревни Вазенцы на реке Онеге.
- Кубоватые храмы: церковь Рождества Богородицы 1678 года деревни Бережная Дуброва, Владимирская церковь 1757 года бывшей деревни Подпорожье, Преображенская церковь 1786 года села Турчасово на реке Онеге, Успенская церковь 1694 года села Нелазское.
- Ярусные храмы: Ильинская церковь 1690—1696 годов города Белозерска.
- Многоглавые храмы: Покровская церковь 1708 года села Анхимово Вологодской области, Преображенская церковь 1714 года в Кижах.

Количество известных памятников с небесами в этих группах распределяется следующим образом: клетские храмы — 27, шатровые — 32, кубоватые — 5, ярусные — 3, многоглавые — 6.
Небеса сооружались, как правило, в основном помещении храма, однако иногда и дополнительно для перекрытия алтаря (Сретенская церковь 1655 года села Красная Ляга, Никольская церковь 1670 года села Волосово в Каргополье, Успенская церковь 1694 года села Нелазское Вологодской области) и боковых приделов (церковь Иоакима и Анны 1726 года села Моржегоры на Двине, церковь Иоанна Богослова 1786 года в деревне Погост Ошевенского сельского поселения).

## История
Система росписи храма, в том числе, художественное решение свода купола, была довольно подробно разработана ещё в византийском искусстве. В Византии использовалась мозаика, фреска и живопись. Как можно видеть в сохранившихся византийских памятниках, в центральном кольце росписи свода обычно располагался образ Христа (реже — Богоматери или христологические сюжеты), в ярусе под центральным кольцом изображались стоящие фигуры ангелов или апостолов в полный рост.
Одними из наиболее древних росписей такого плана являются мозаики подкупольных сводов баптистерия православных (451—473 годы) и Арианского баптистерия (493—526 годы) в Равенне. В обеих мозаиках в центральном медальоне изображена сцена крещения, и ниже по радиальным осям — апостолы. Мозаика Арианского баптистерия примечательна тем, что фигуры апостолов создают ритмическое движение по направлению к Этимасии, которой предстоят Пётр и Павел. Разделяющие апостолов пальмовые деревья трактованы как радиусы.

Мозаика купола Арианского баптистерия в Равенне, 493—526 гг. Крещение Господне, апостолы
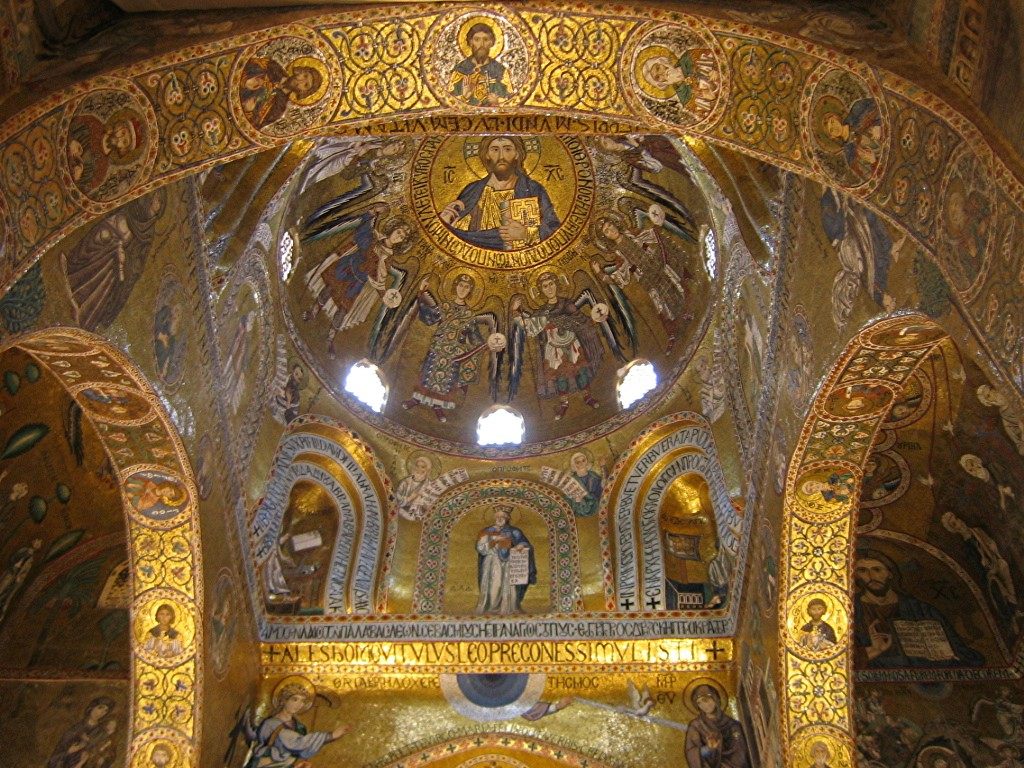
Мозаика купола Палатинской капеллы в Палермо, 1132—1140 гг. Христос Пантократор помещён в центр круга из четырёх архангелов и восьми ангелов
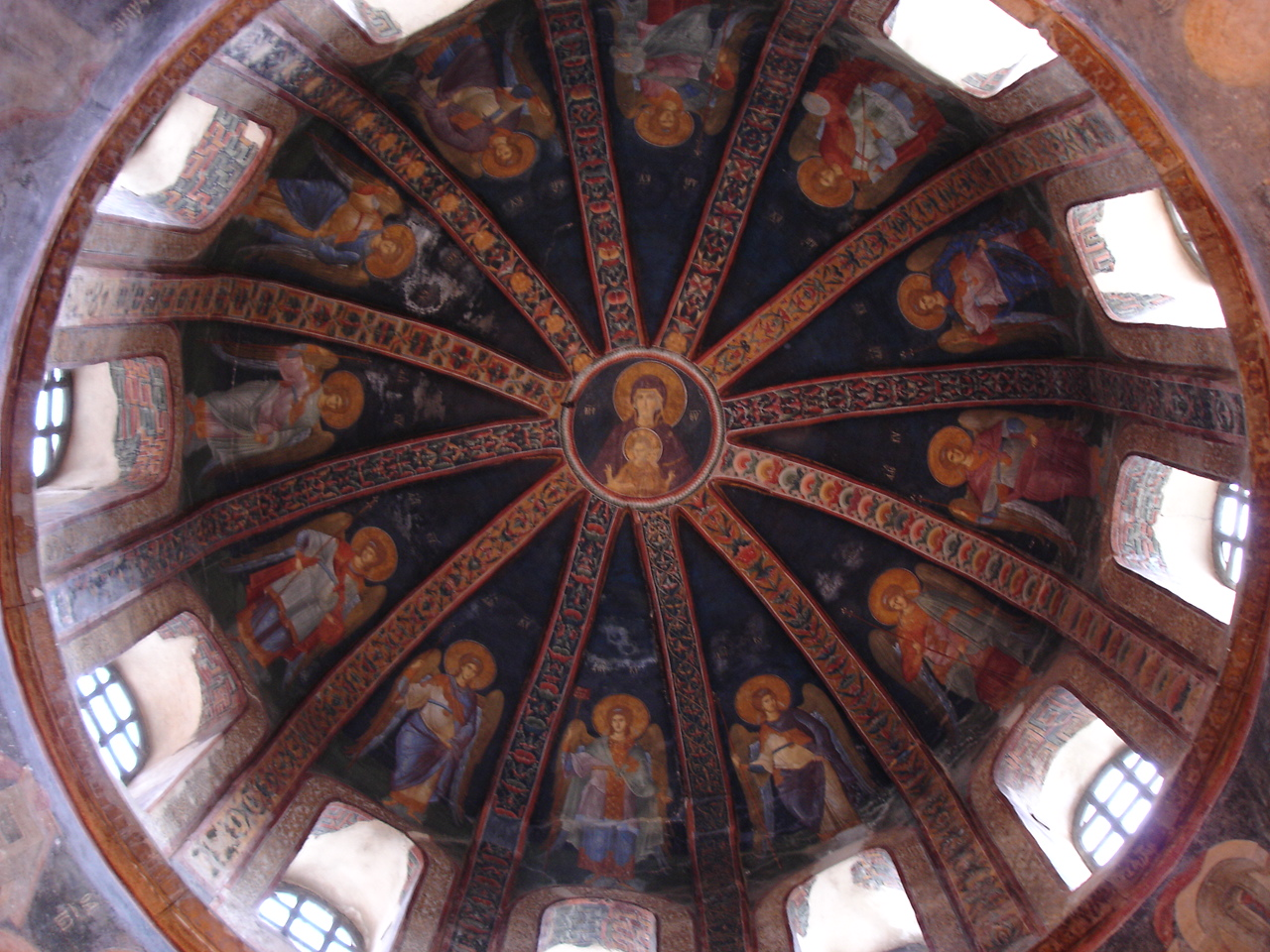
Роспись купола пареклесии церкви Христа Спасителя в Полях монастыря Хора в Стамбуле, ок. 1320 г. Богоматерь Знамение (в центре) и ангелы
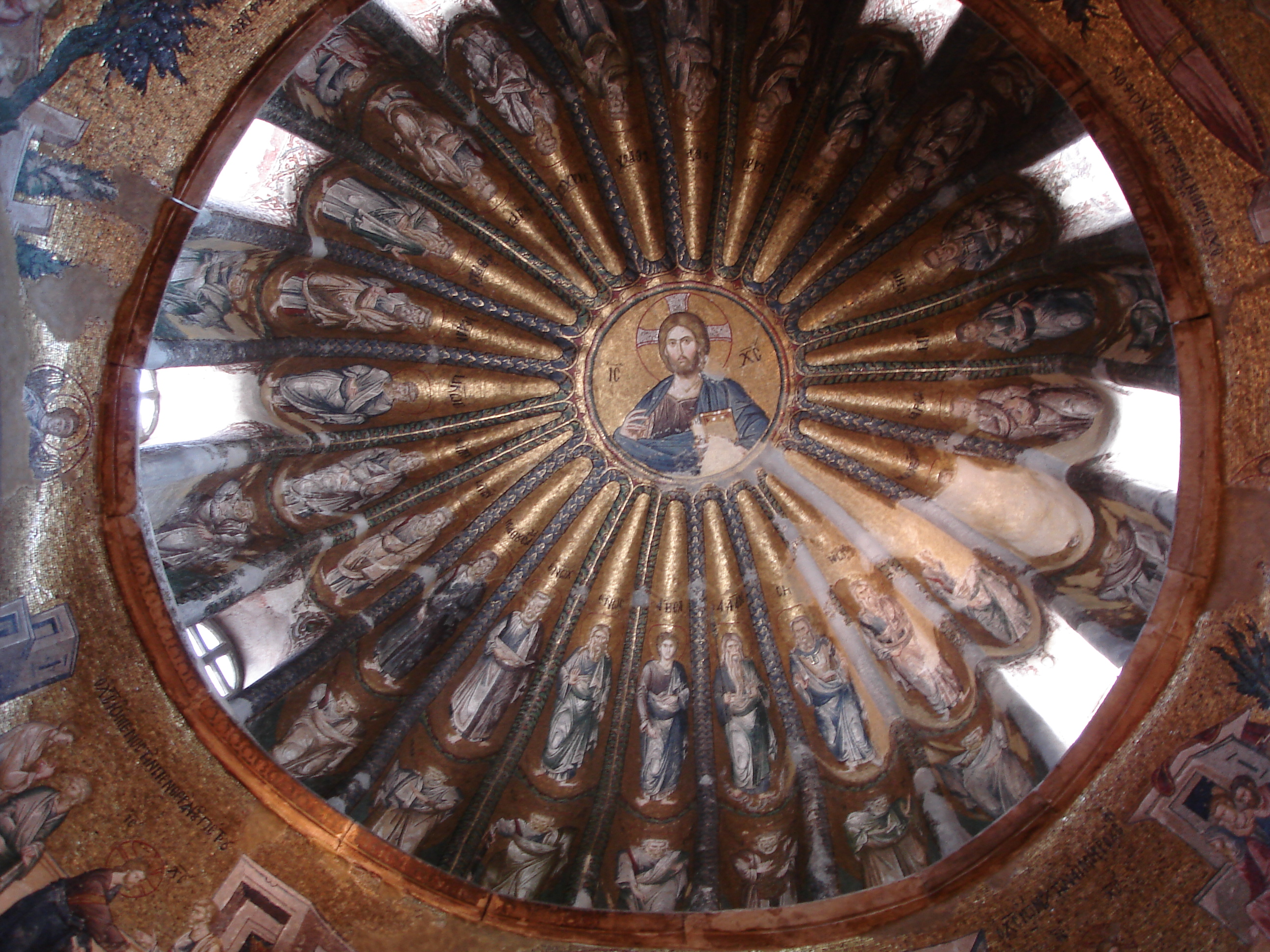
Мозаика южного купола эзонартекса церкви Христа Спасителя в Полях монастыря Хора в Стамбуле, 1315—1321 гг.

На Русском Севере роспись небес появилась в XVII веке и имела развитие до XIX века. Наиболее раннее упоминание термина «небо» обнаружено в тексте, датируемом 1759 годом, на балке западной стены Преображенского собора в Кижах, где сообщается о «возобновлении сиих небес». При описании небес в письменных источниках XVIII—XIX веков используются различные термины: небо, подволока, потолок, кумпол.

## География распространения
Небо — особенность конструкции храма, уникальная для Русского Севера. Наибольшее число памятников с небесами выявлено в Архангельской области — 55 (среди них 32 — в бассейне реки Онеги и Каргополье, 15 в Кенозерье, 4 — на Северной Двине и 4 — в Поморье. В Карелии их 22 (преимущественно в Заонежье и в Пудожском районе, около Водлозера). На западе Вологодской области известны 9 памятников. Один храм (Успенская церковь 1674 года в Варзуге) имеется на территории Мурманской области.

## Программа росписей
Небеса обычно расписаны, при этом роспись выполняется согласно определённой иконографической программе. В некоторых случаях небеса могут оставаться нерасписанными или нести исключительно декоративную роспись (например, золотые звёзды на голубом фоне). Примечательно, что роспись сводов (балочного потолок или коробового свода), а также стен в деревянных храмах (ставкирках) распространена также в Норвегии, однако конструкций или росписей подобных небу там не встречается, живопись носит в основном декоративный характер.

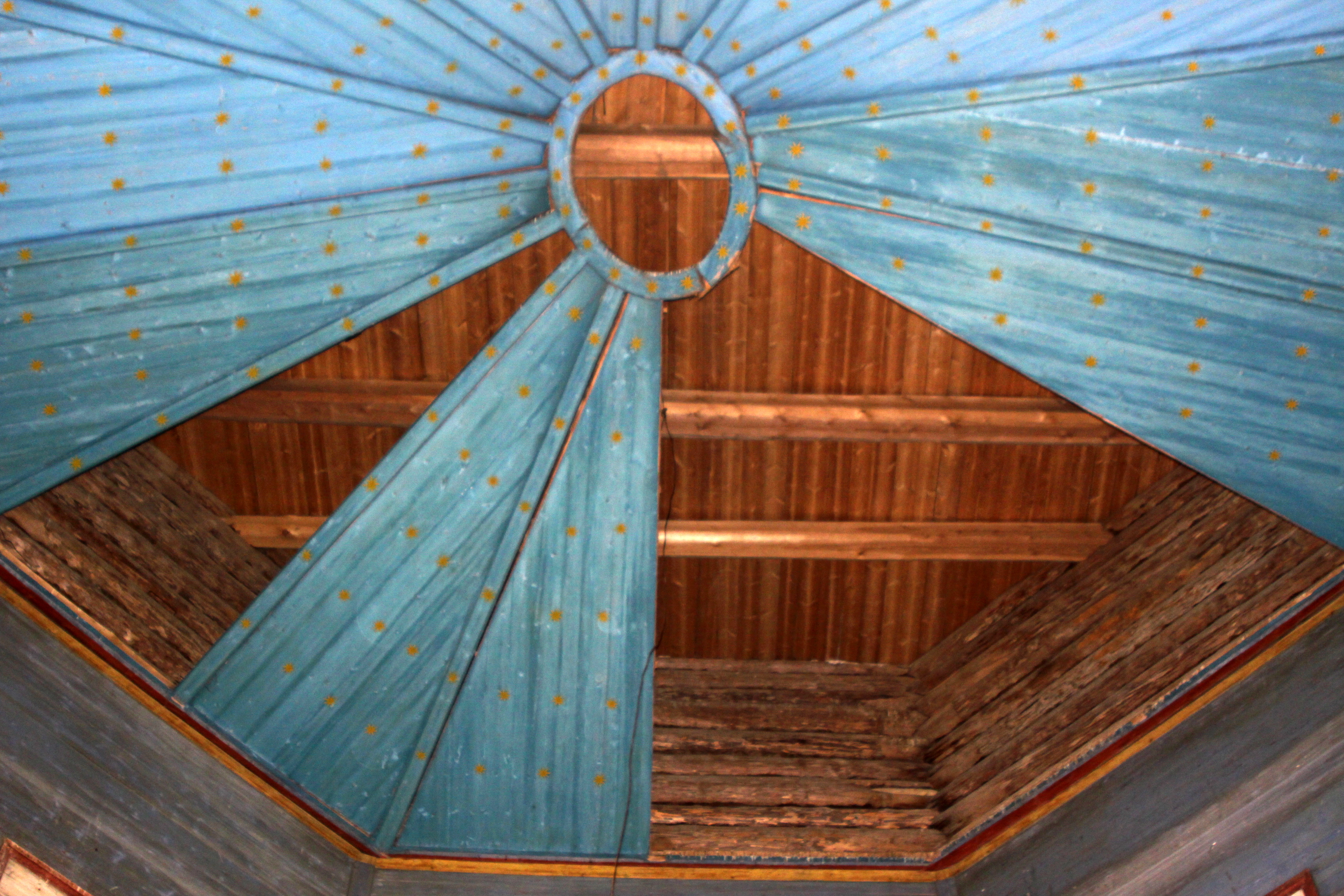
Роспись «звёздное небо» Сретенско-Михайловской церкви в Красной Ляге, 1655 г.
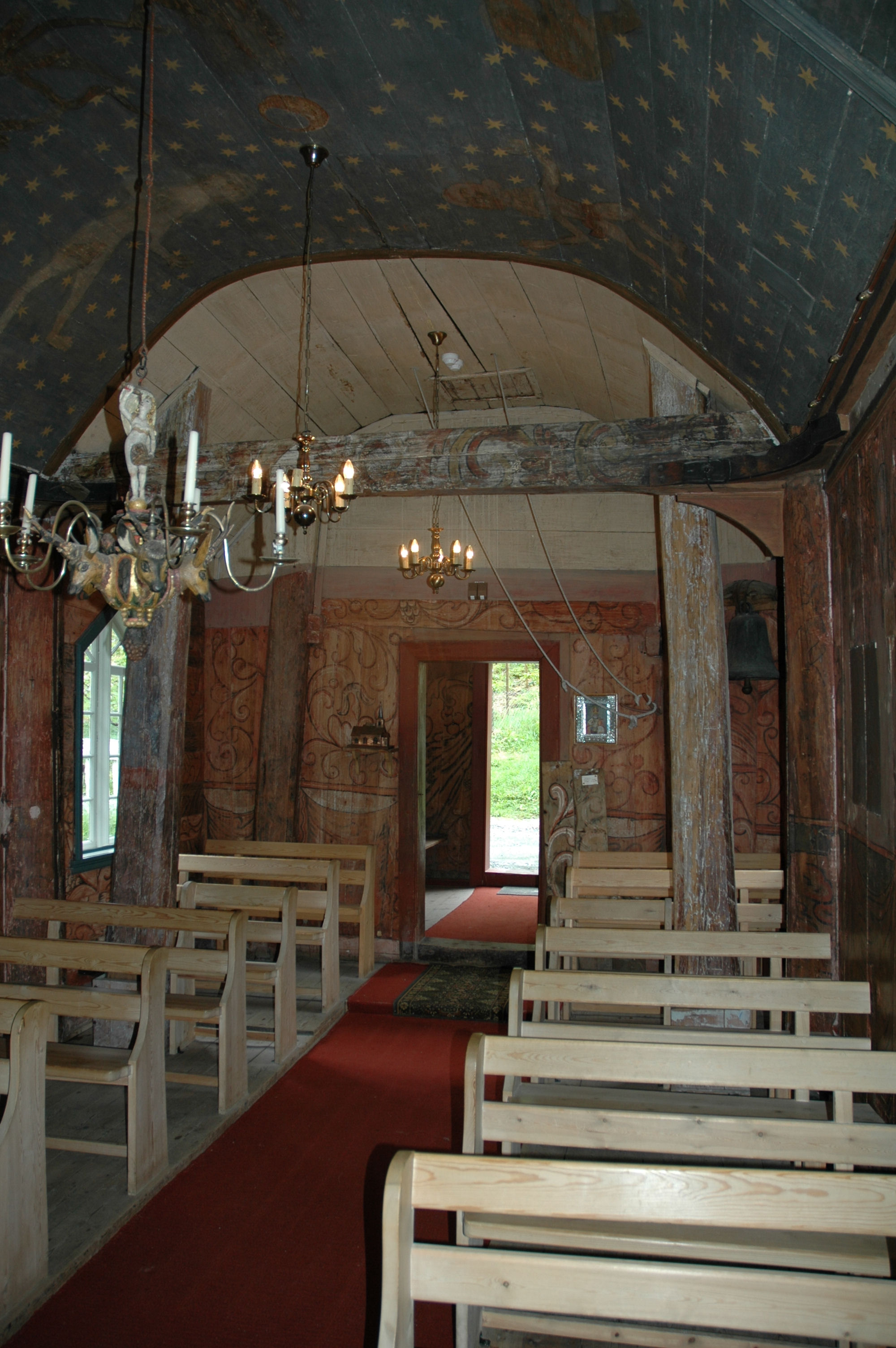
Роспись «звёздным небом» и библейскими фигурами (XVII в.) коробового свода ставкирки в Ундредале, Норвегия, 1147 г.
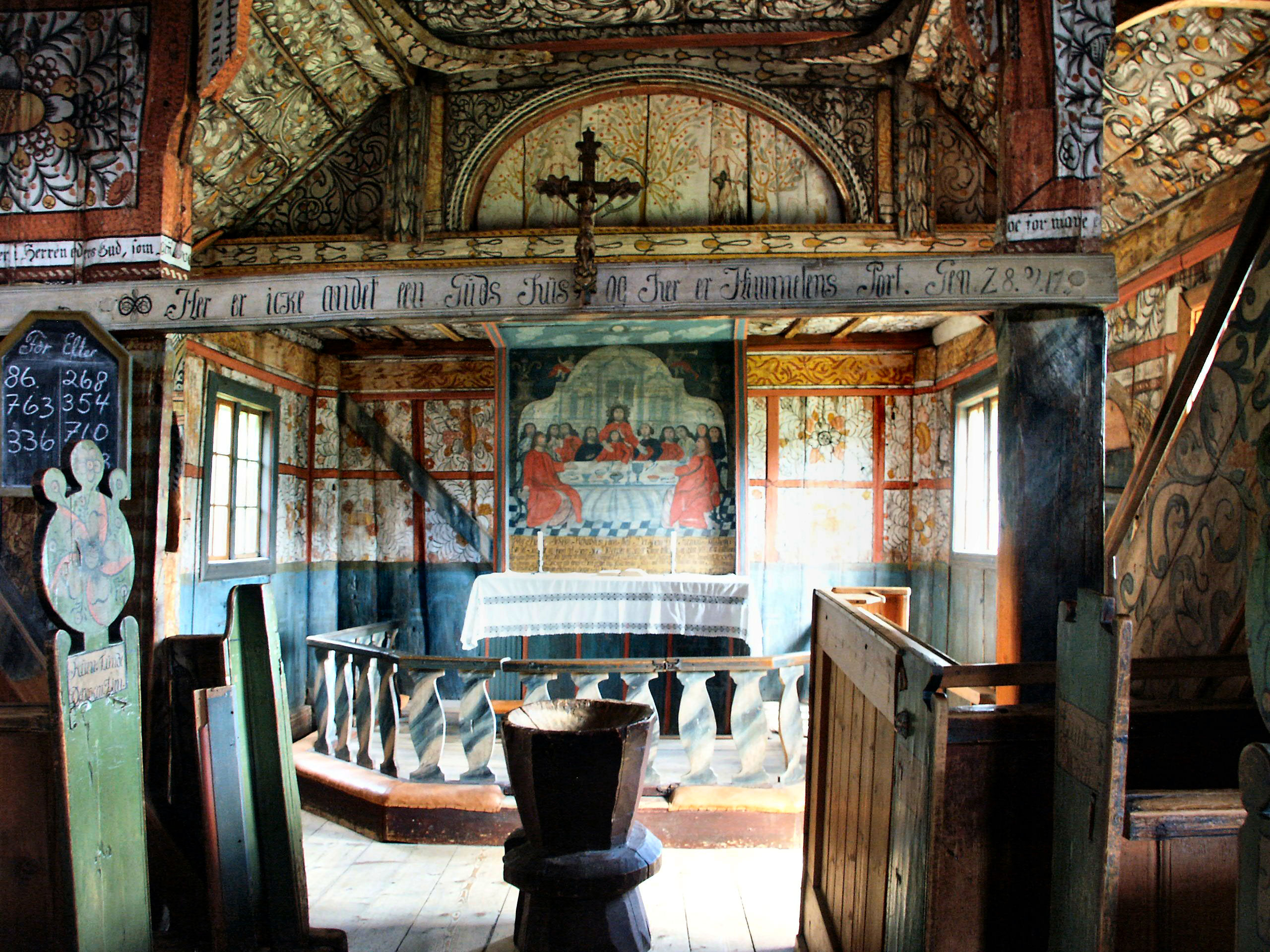
Интерьер XVII—XVIII вв. ставкирки в Увдале, Норвегия, 1168 г.

Искусствовед Т. М. Кольцова, специалист по росписям небес, выделяет среди них шесть иконографических типов:

### 1. Композиция с изображением праотцев
Композиция с изображением праотцев происходит из часовен Великой Губы Онежского озера. В настоящее время, по-видимому, сохранились только в часовне Михаила Архангела из деревни Леликозеро Спасо-Кижского погоста (построена в последней трети XVII столетия, с XVIII века отнесена к Великогубскому приходу, сейчас — в музее-заповеднике Кижи). Несколько образцов в разобранном виде находятся в запасниках музеев.

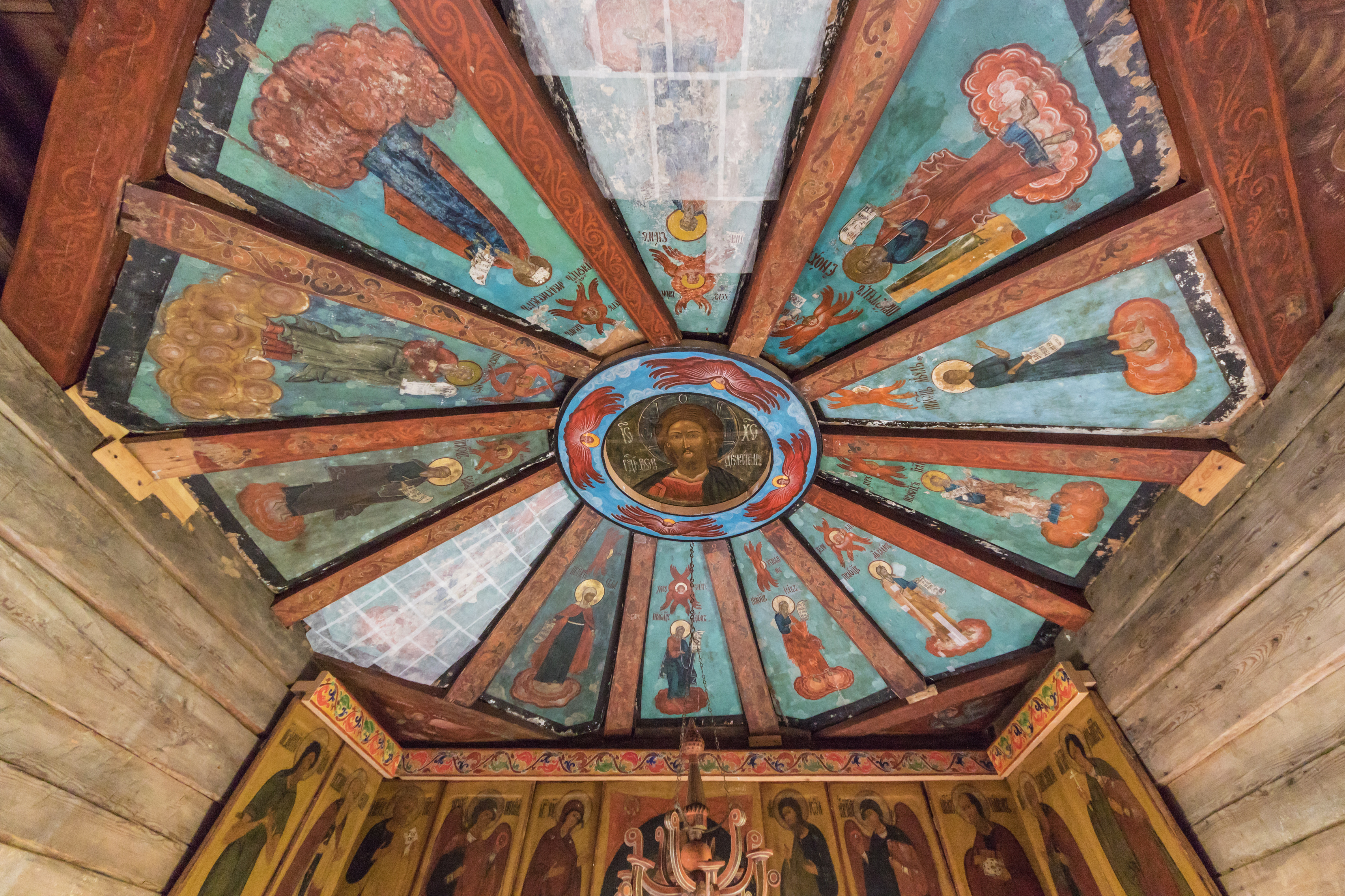
Небо часовни Михаила Архангела (XVII век) из д. Леликозеро (сейчас в Кижах). Фигуры праотцев в гранях
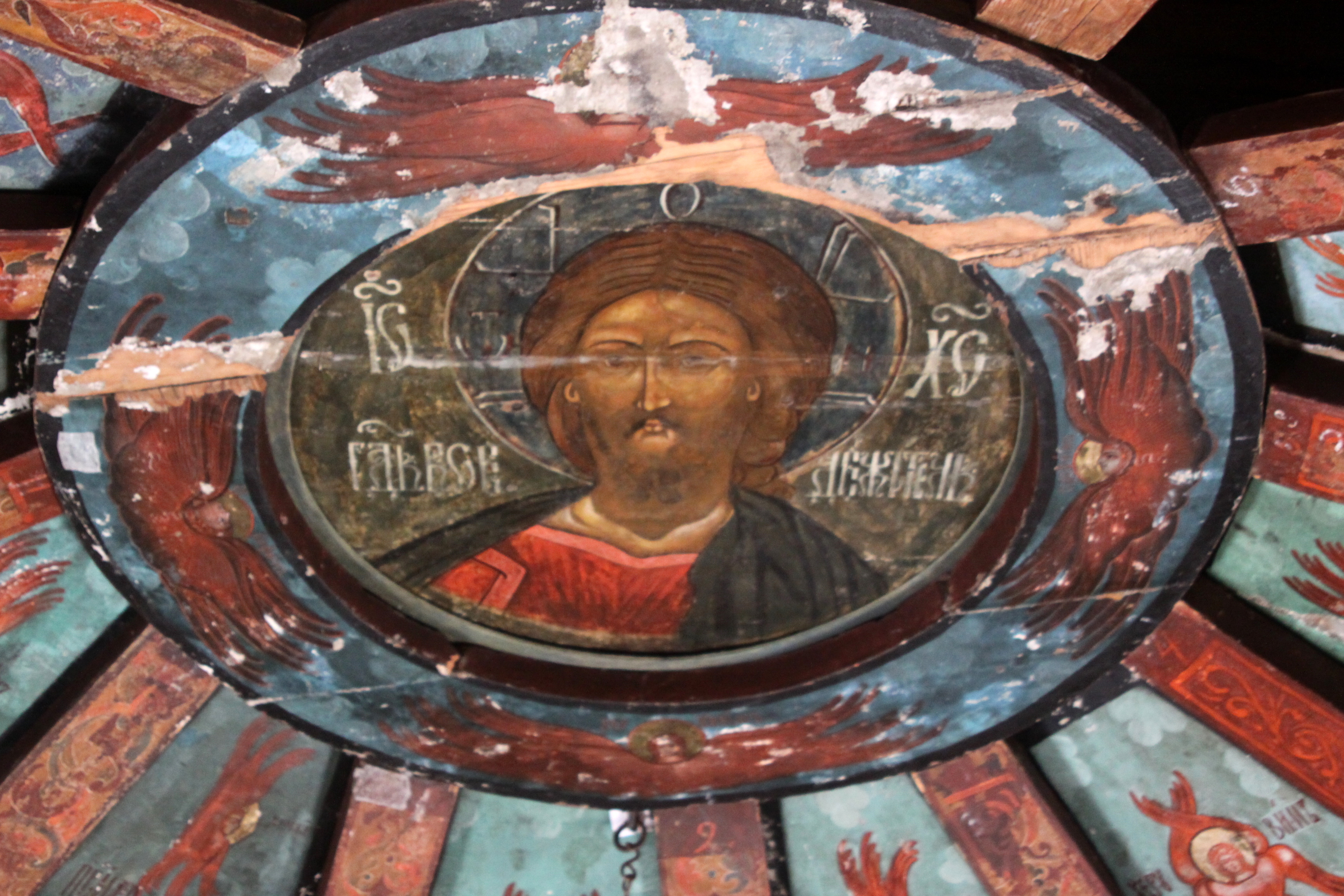
Господь Вседержитель. Центральный медальон неба часовни Михаила Архангела из д. Леликозеро
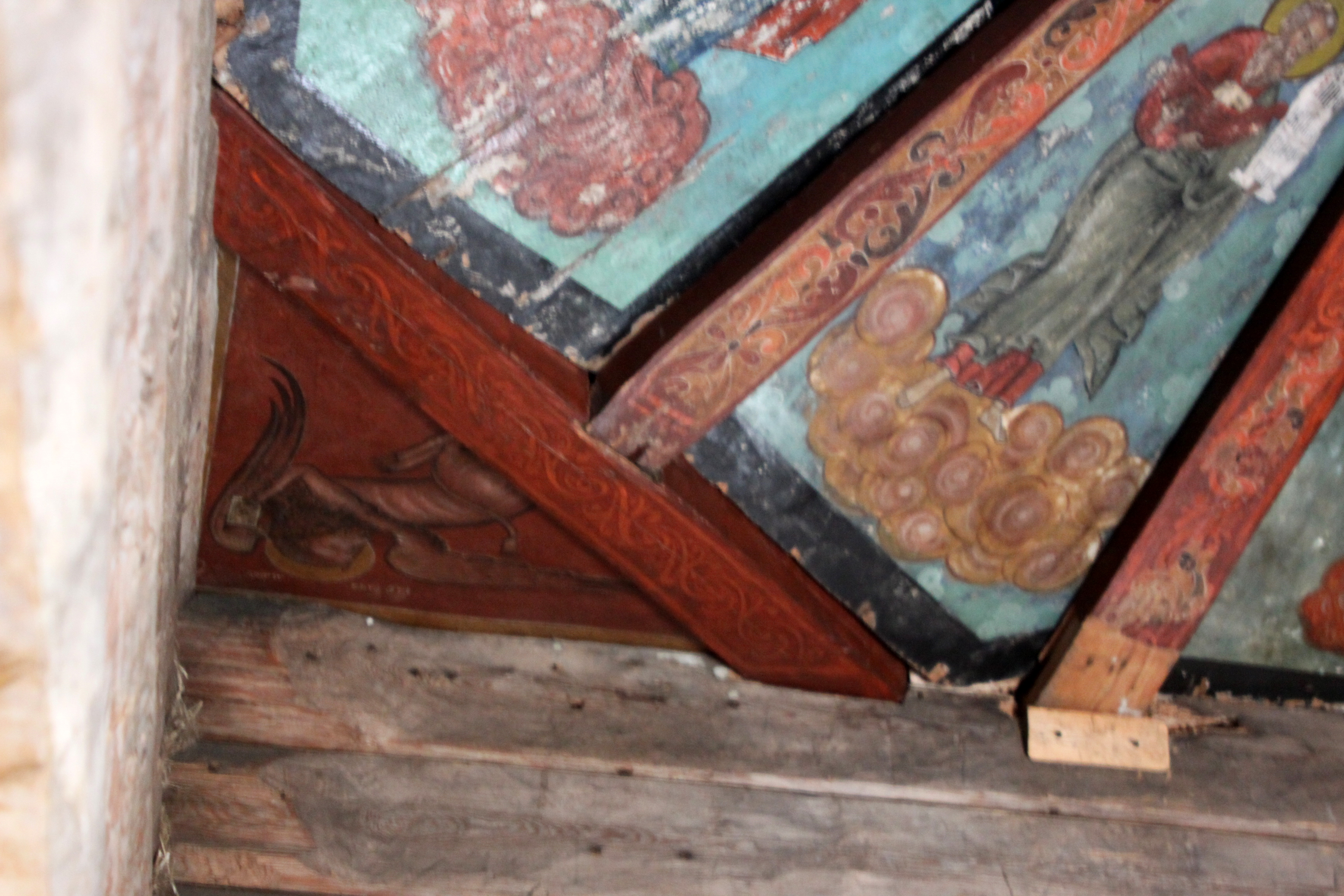
Икона-парус с изображением льва — символа евангелиста Марка. Часовня Михаила Архангела из д. Леликозеро
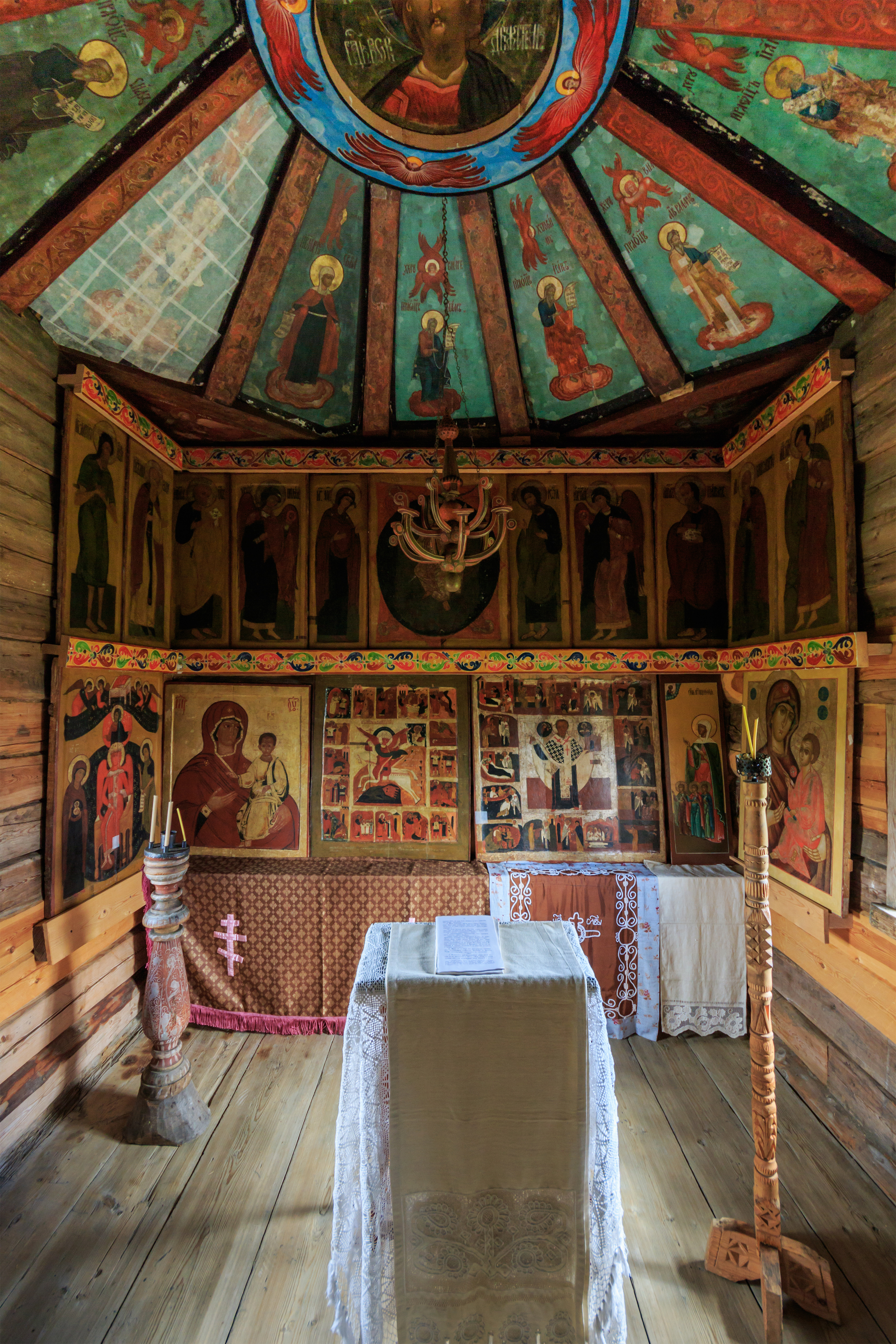
Общий вид интерьера часовни Михаила Архангела: небо, двухрядный тябловый иконостас с заворотами, деревянное паникадило

### 2. Композиция типа «Небесная литургия» и её разновидности
Композиция типа «Небесная литургия» и её разновидности (например, «Небесное воинство» для часовен, поскольку в последних литургия совершаться не может) происходят в основном из храмов Заонежья. Большинство разобраны и хранятся в фондах музея-заповедника Кижи и Музее изобразительных искусств Республики Карелия. Единственным образцом композиции «Божественная литургия» в действующей церкви оставалось небо Успенской церкви (1774 год) в Кондопоге. В центральном кольце этого неба находился образ «Христос Великий Архиерей». Вокруг, непосредственно вокруг Христа, на рамке медальона, и на 16 гранях, херувимы с серафимами и ангелы в дьяконском облачении с литургическими атрибутами в руках, движущиеся по кругу с запада на восток. Небо утрачено в августе 2018 года, когда храм сгорел дотла.

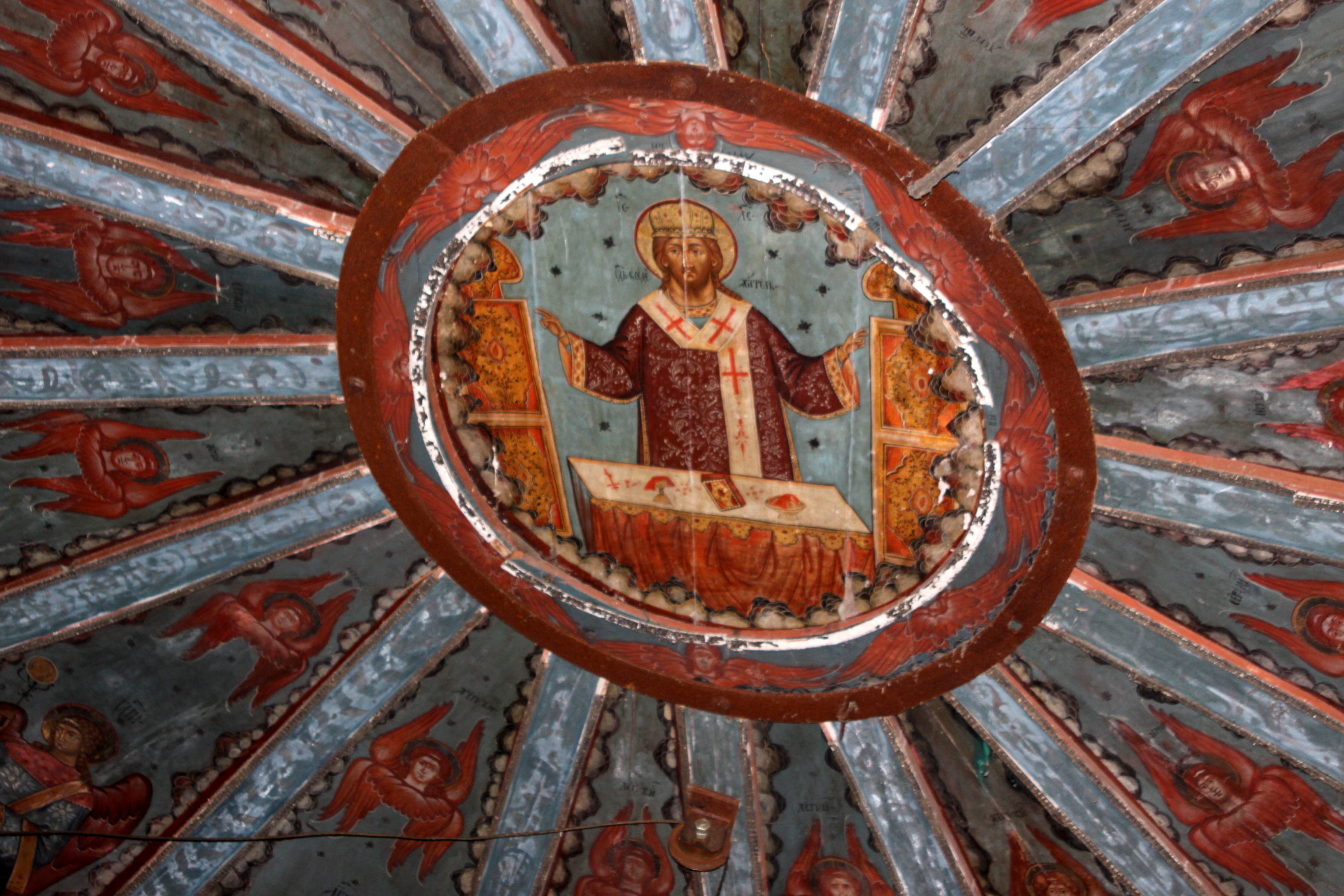
Христос Великий Архиерей. Центральный медальон неба церкви Успения Богородицы в Кондопоге
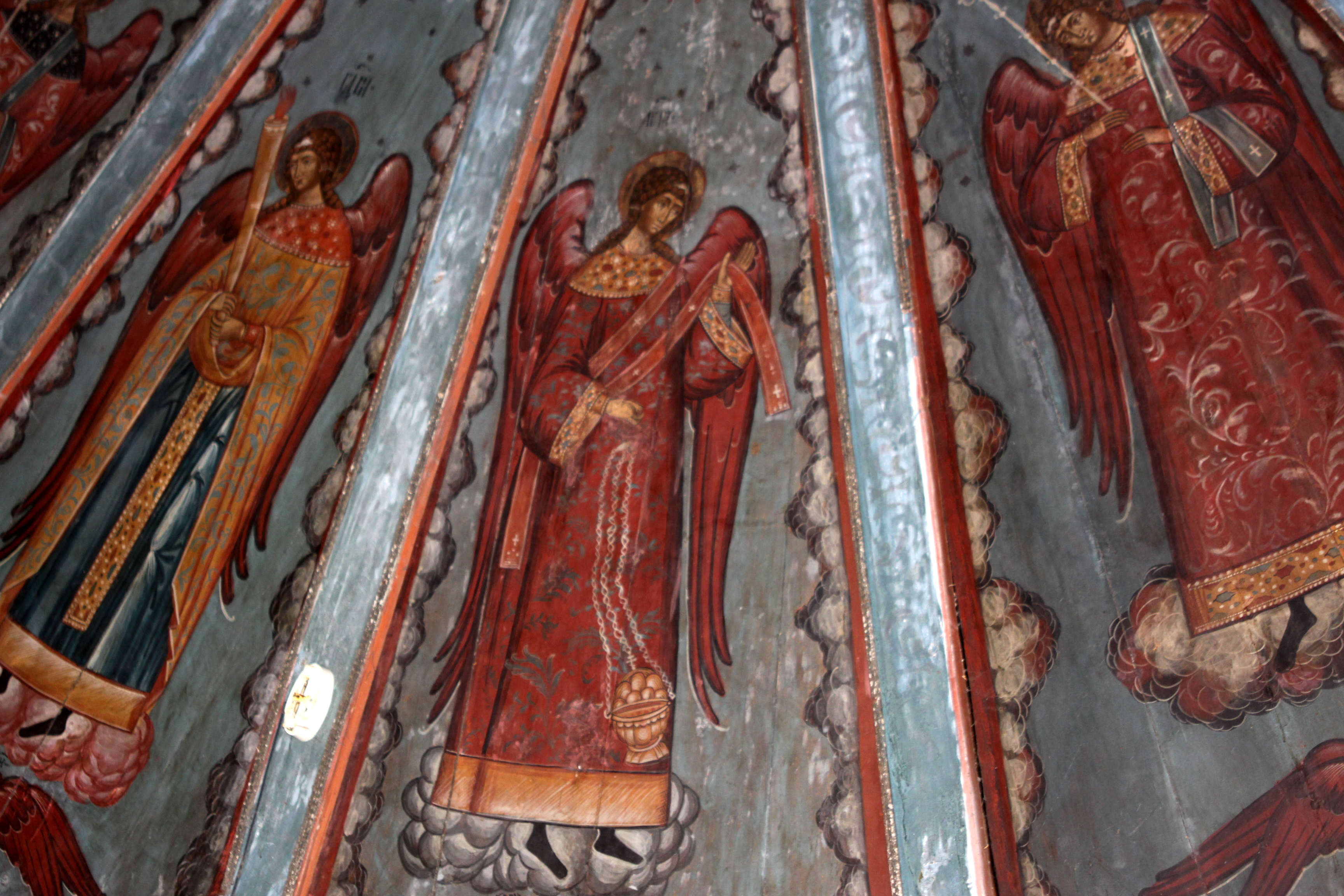
«Небесная литургия». Роспись неба церкви Успения Богородицы в Кондопоге (1774 г.). Фигуры ангелов в гранях
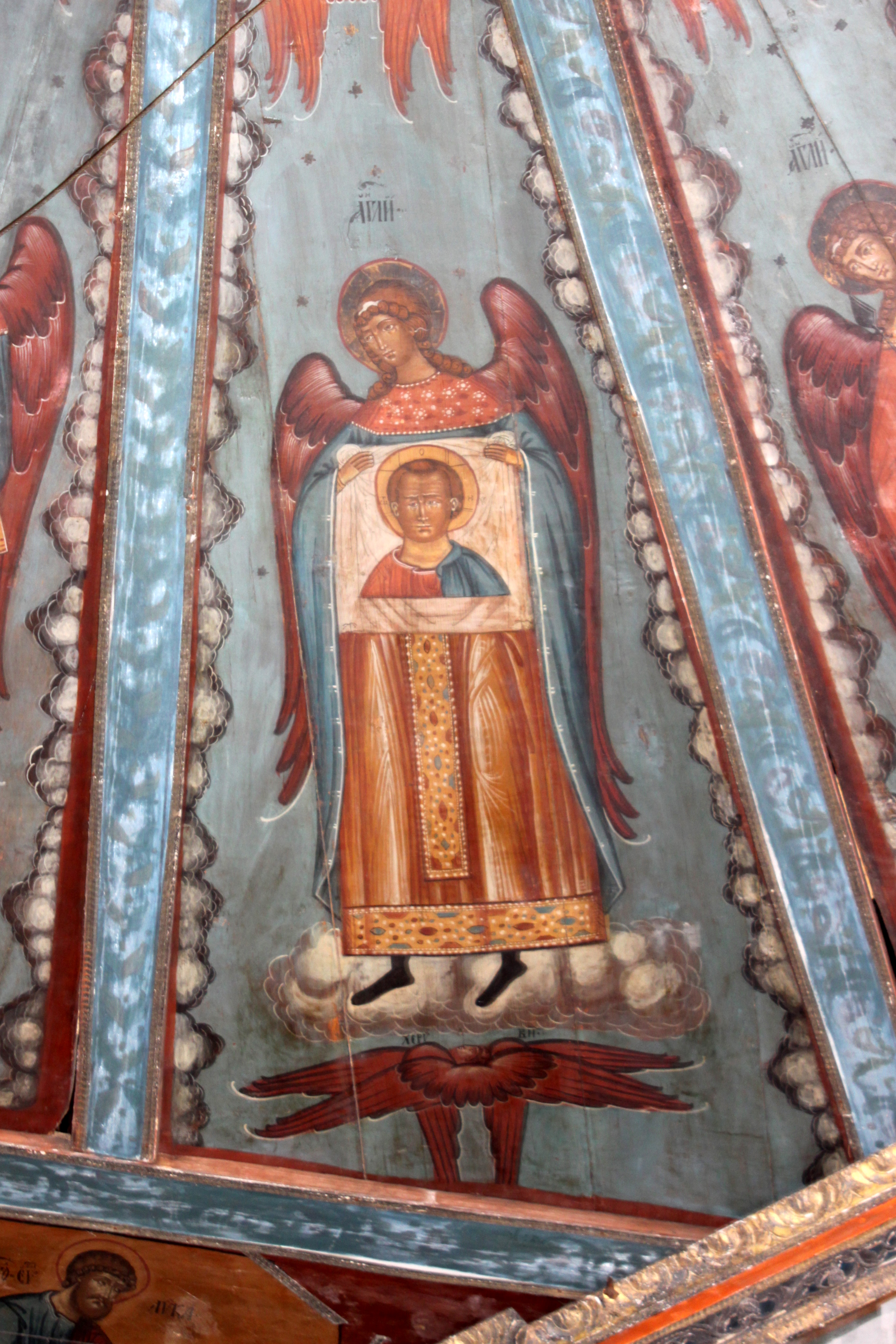
Ангел. Икона неба церкви Успения Богородицы в Кондопоге
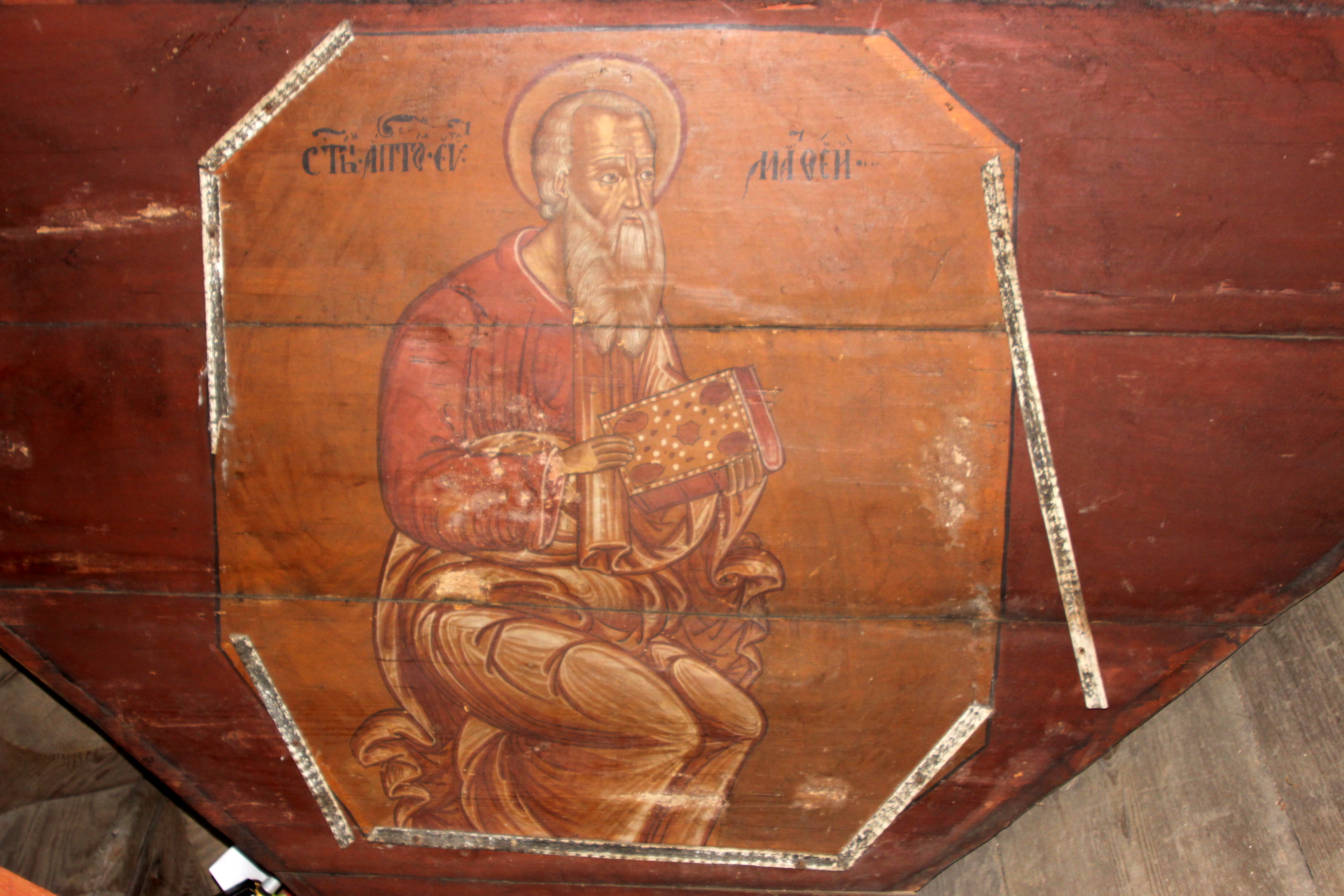
Угловая грань (парус) с изображением евангелиста Матфея. Церковь Успения Богородицы в Кондопоге

### 3. Композиция с изображением архангелов и её разновидности
Композиция с изображением архангелов и её разновидности (например, 7 архангелов и 4 евангелиста) происходят в основном из церквей Каргополья и бассейна реки Онеги, где были популярны в середине — второй половине XVIII века. Архангелы изображаются на радиальных гранях, часто с характерными атрибутами: Михаил — с мечом и пальмовой ветвью; Гавриил — с фонарём и книгой или лилией; Рафаил — с алавастром мира или со своим спутником Товией; Иегудиил — с царским венцом; Уриил — с огненным мечом; Селафиил — с кадилом или чётками; Варахиил — с виноградными гроздьями или цветами. Иногда фигуры сопровождаются пояснительными текстами: «Михаил — победитель есть супостатов», «Гавриил — провозвестник Божеских тайн», «Рафаил — есть недугов исцелитель», «Уриил — просветитель есть во темницех» и др. На восточной грани обычно изображается «Распятие». Небо данного иконографического типа в относительно хорошей сохранности находится в церкви Иоанна Златоуста (1665 год) в селе Саунино.

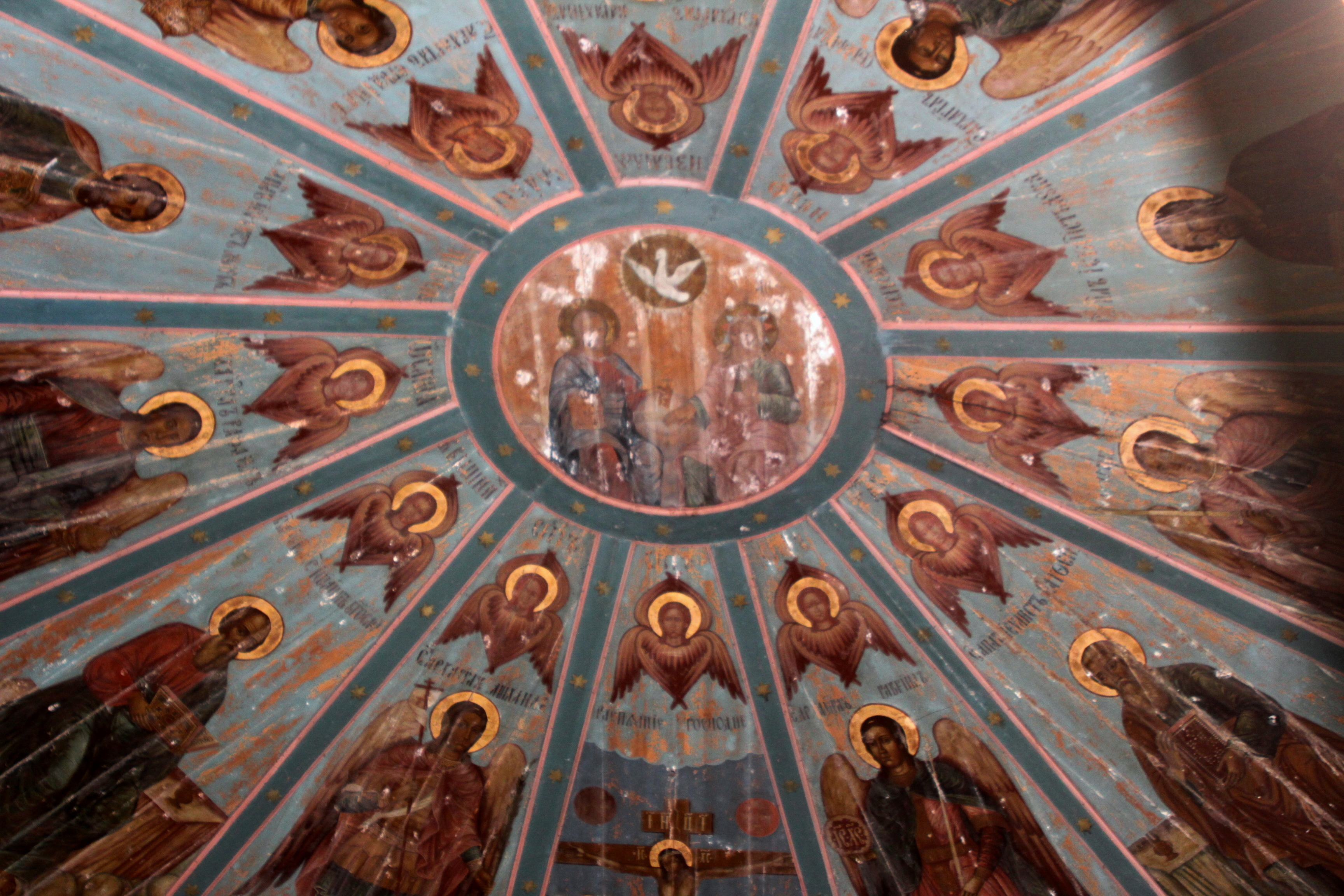
Небо церкви Иоанна Златоуста в с. Саунино имеет 12 граней с образами архангелов и евангелистов
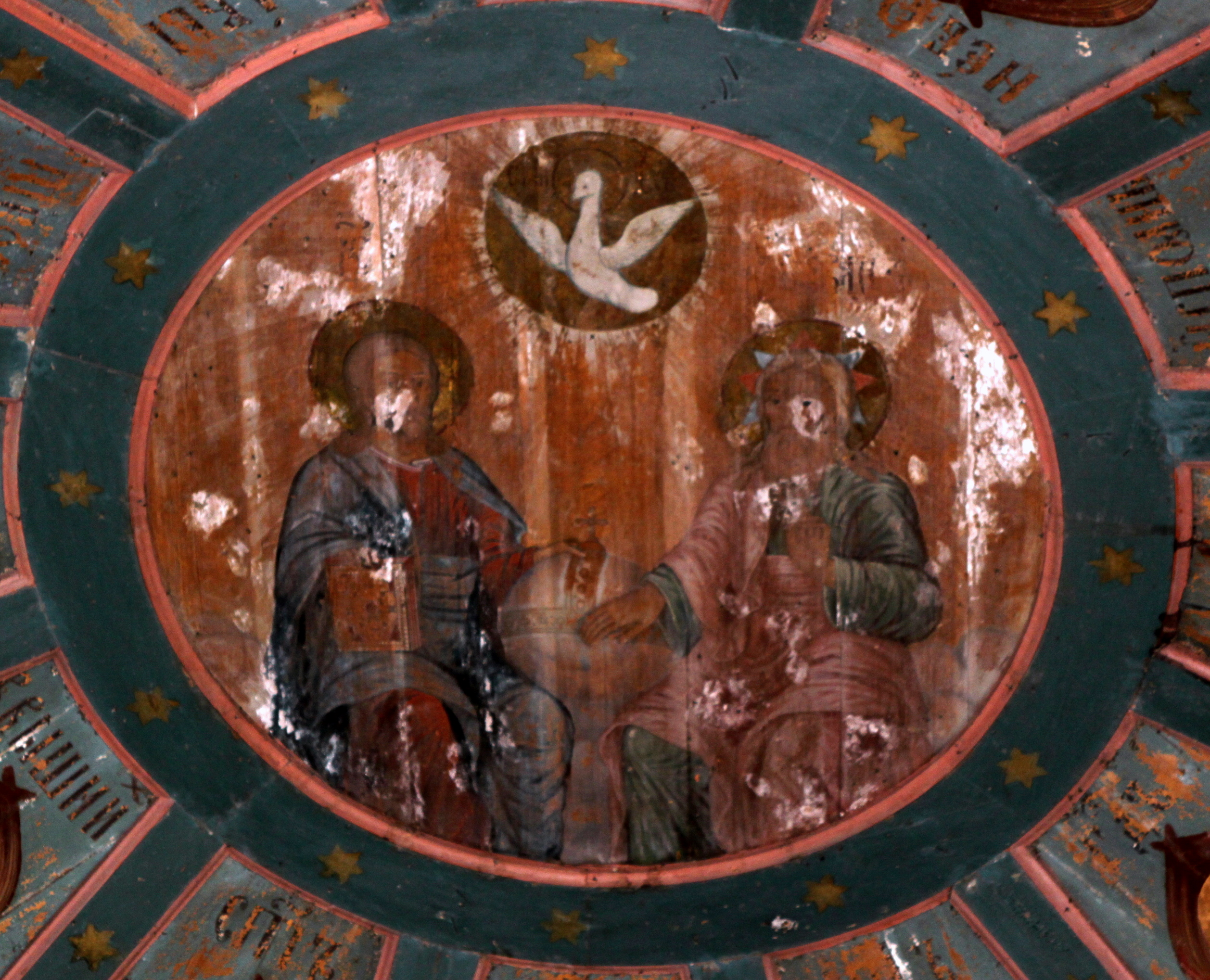
В центральном круге неба церкви Иоанна Златоуста — образ Троицы Новозаветной
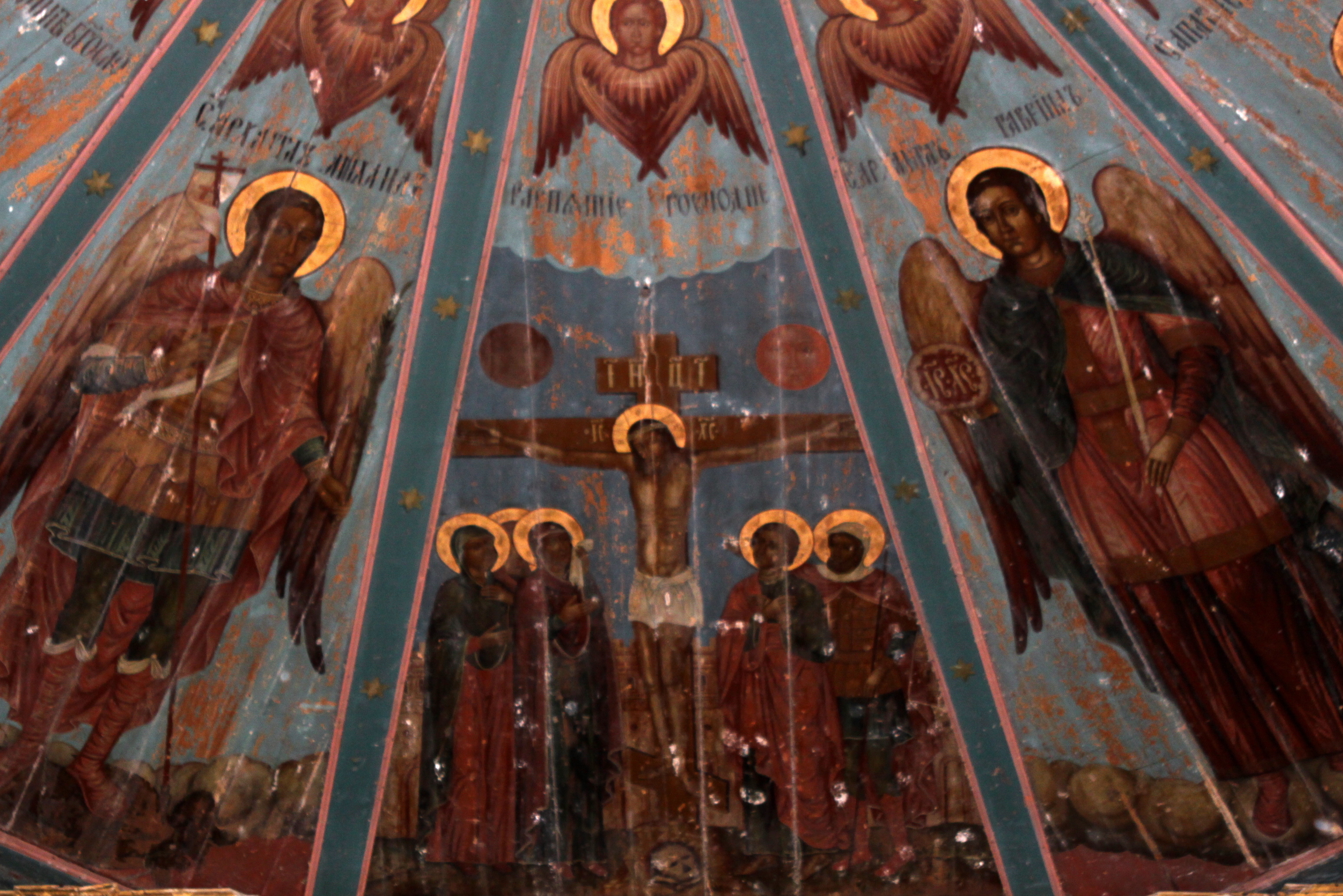
На восточной грани — Распятие с предстоящими Марией Магдалиной, Марией Клеоповой, Богоматерью, Иоанном Богословом и Лонгином Сотником
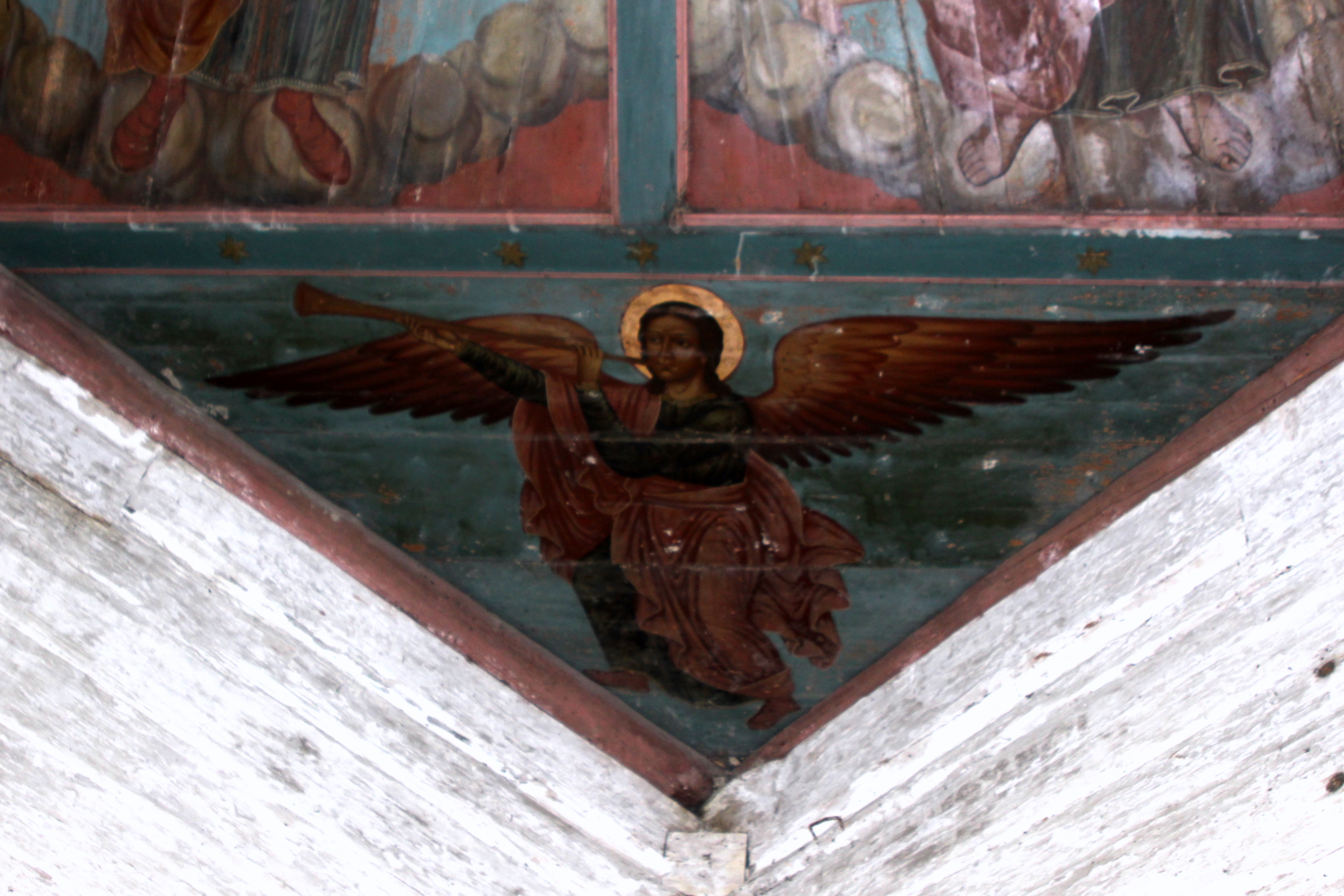
Ангел на одном из парусов неба церкви Иоанна Златоуста в с. Саунино

### 4. Композиция с изображением апостолов
В композиции с изображением апостолов на радиальных гранях пишутся апостолы, а на восточной грани — «Распятие». В центральном круге обязательно — «Вседержитель». Ареал данного типа, в основном, Каргополье, вблизи Кенозера.

### 5. Смешанные иконографические типы
Фигуры архангелов и апостолов соседствуют в одной композиции, могут присутствовать другие образы. Смешанный тип является производным, развившимся в XIX веке. Пишется обычно маслом, нередко по деревянной основе без левкаса.
Небеса часовни Николая Чудотворца 1881 года из деревни Усть-Поча в своей композиции имеют грани с изображениями архангелов, апостолов и Николая Чудотворца, при этом в нижней части граней написаны клейма со сценами житий. Одна из граней имеет подпись (единственный подобный образец): «Писаны сіи небеса въ 1881 году живописцомъ Федоромъ Захаровым Іокомъ, уроженцомъ Олонецкой губернии Каргопольского уезда Мишковской волости деревни Большого Конево от роду 17 летъ масте».

### 6. Уникальные и редкие небеса
Росписи, встречающиеся в единственном экземпляре. В их числе небеса с образами из Ветхого Завета, с евангельскими сюжетами и сценами жития Николая Чудотворца.